# Los Quirquinchos
Los Quirquinchos är en ort i Argentina.   Den ligger i provinsen Santa Fe, i den centrala delen av landet, 300 km väster om huvudstaden Buenos Aires. Los Quirquinchos ligger 105 meter över havet och antalet invånare är 2 732.
Terrängen runt Los Quirquinchos är mycket platt. Runt Los Quirquinchos är det glesbefolkat, med 16 invånare per kvadratkilometer..
Trakten runt Los Quirquinchos består till största delen av jordbruksmark.